# Фаунтън Вали (град, Калифорния)
Фаунтън Вали (на английски: Fountain Valley) е град в окръг Ориндж, щата Калифорния, САЩ.
Фаунтън Вали е с население от 58309 жители (2009) и обща площ от 23,1 km². Намира се на 10 m надморска височина. ЗИП кодовете му са 92708, 92728, а телефонният му код е 714.